# Piotr Myszkowski (biskup)
Piotr Myszkowski (ur. ok. 1505 w Przeciszowie, zm. 5 kwietnia 1591 w Krakowie) – biskup płocki i krakowski oraz podkanclerzy koronny, sekretarz wielki koronny i królewski, prepozyt płockiej kapituły katedralnej w latach 1562–1568, proboszcz gnieźnieński, płocki, łęczycki i warszawski, dziekan krakowski, kanonik gnieźnieńskiej kapituły katedralnej  od 1549 roku, sekretarz Zygmunta II Augusta.

## Życiorys

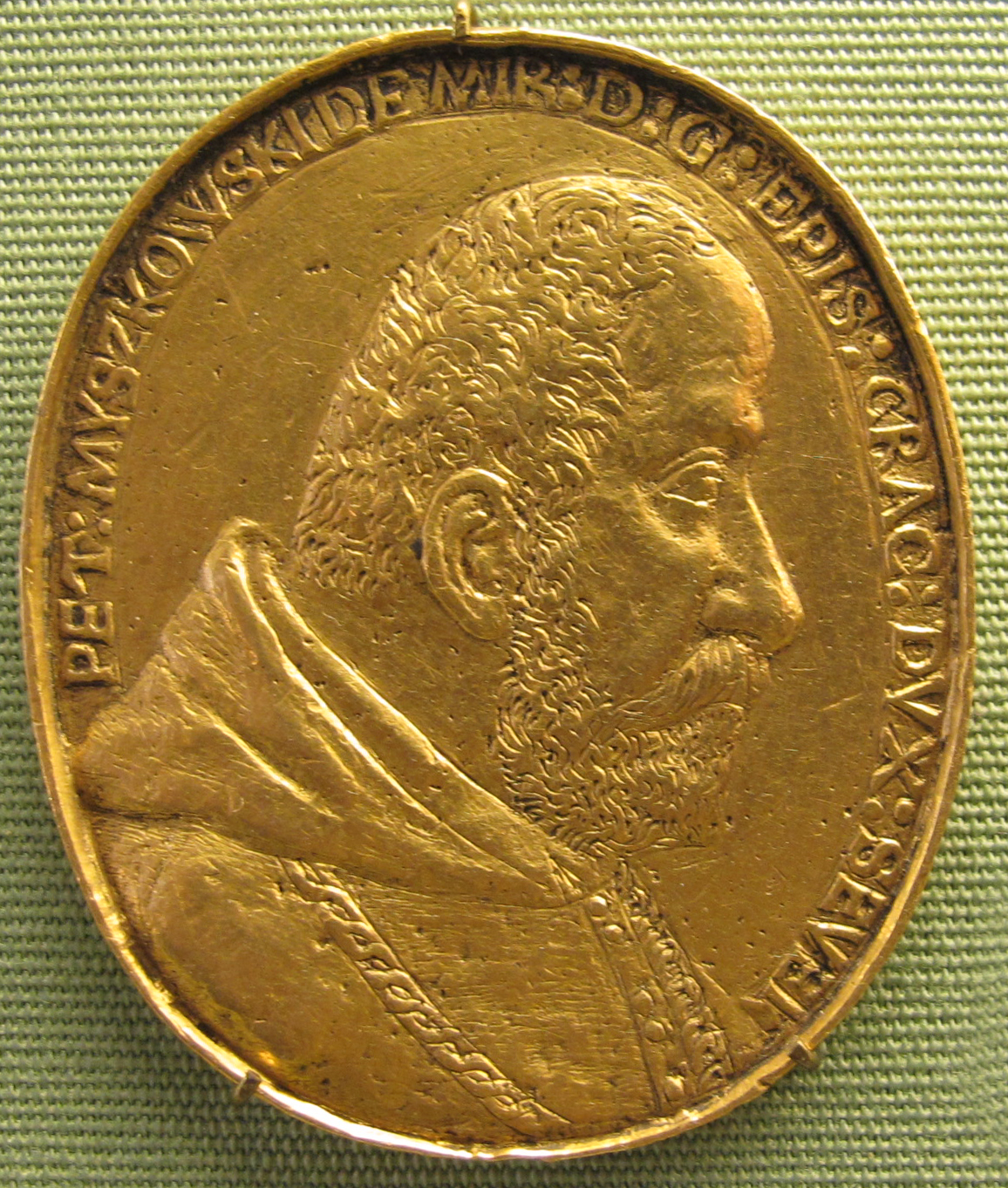
Medal z wizerunkiem Piotra Myszkowskiego 1620.

Piotr Myszkowski herbu Jastrzębiec studiował na Akademii Krakowskiej od 1527 r. wspierany finansowo przez biskupa krakowskiego Piotra Tomickiego. Dalsze studia odbył w Padwie (po 1535 r.) i Rzymie (1542 r.). W 1544 r. został mianowany kanonikiem krakowskim i gnieźnieńskim. Biskup płocki w latach 1567–1577, przeniesiony na biskupstwo krakowskie 5 lipca 1577 roku, podkanclerzy koronny, sekretarz wielki koronny od 1559 roku, scholastyk krakowski, dziekan krakowski w 1560 roku, Jako ksiądz i biskup zgromadził ogromny majątek ziemski, który stanowiły 3 miasta i 78 wsi oraz zamki w Bobolicach, Książu Wielkim i Mirowie, z którego po jego śmierci bratankowie Piotr i Zygmunt Myszkowscy utworzyli w 1601 r. tzw. Ordynację Myszkowskich.
Piotr Myszkowski pracował również jako sekretarz królewski, a od 1559 r. na dworze króla Zygmunta Augusta zajmował stanowisko podkanclerzego. Był sygnatariuszem aktu unii lubelskiej 1569 roku. W 1573 roku potwierdził elekcję Henryka III Walezego na króla Polski. Jako biskup krakowski zabiegał o wydanie edyktów przeciw braciom polskim. W 1580 r. zwołał synod diecezjalny. Rozbudował pałace biskupów krakowskich w Kielcach i Bodzentynie. Popierał działalność jezuitów. Za czasów jego rządów ks. Piotr Skarga założył w Krakowie Arcybractwo Miłosierdzia. Sprzyjał także zakonowi dominikanów. Zgromadził wokół siebie wielu intelektualistów i uczonych. Był mecenasem Jana Kochanowskiego. Został pochowany w kaplicy św. Dominika przy kościele OO Dominikanów. Kaplica ta jest dziełem Santi Gucciego, mauzoleum rodu Myszkowskich.
Był uczestnikiem zjazdu w Stężycy w 1575 roku. W 1575 podpisał elekcję cesarza Maksymiliana II Habsburga.